# Kirchheimbolanden
Kircheimbolanden (in tedesco palatino Kerschem) è una città di 7 881 abitanti della Renania-Palatinato, in Germania.
È il capoluogo del circondario del Donnersberg (targa KIB) e della comunità amministrativa (Verbandsgemeinde) omonima.

## Storia

### Simboli
Lo stemma fu concesso dal re Ludovico I di Baviera il 30 gennaio 1844 e riconosciuto successivamente dal governo distrettuale di Neustadt il 18 giugno 1976. Proviene da un sigillo comunale del XIV secolo e riprende lo scaccato dei conti di Sponheim (più precisamente di Enrico II di Sponheim-Bolanden, scaccato d'azzurro e d'oro, il quale nel 1368 ottenne il titolo di città dall'imperatore Carlo IV) e il cinghiale dei conti di Eberstein (in tedesco eber significa "cinghiale"), che costruirono il castello di Stauf e detennero per breve tempo la signoria.

## Amministrazione

### Gemellaggi
- Renon, dal 1966
- Louhans, dal 1976

Trattato di amicizia con:
- Černjachovsk, dal 2002